# Февралёв, Лев Николаевич
Лев Николаевич Февралёв — советский хозяйственный, государственный и политический деятель.

## Биография
Родился в 1939 году в Горьком. Член КПСС.
Окончил металлургический факультет Горьковского политехнического института им. А. А. Жданова, АОН при ЦК КПСС.
В 1962—1968 — помощник мастера, мастер, старший технолог, заместитель начальника литейного цеха, секретарь заводского комитета ВЛКСМ на Горьковском государственном союзном радиотелефонном заводе им. В. И. Ленина.
В 1968—1970 — первый секретарь Приокского райкома ВЛКСМ города Горького, заведующий отделом пропаганды и культурно-массовой работы Горьковского обкома ВЛКСМ, третий секретарь Горьковского обкома ВЛКСМ, начальник штаба «Комсомольского прожектора».
В 1970—1974 — второй секретарь Горьковского обкома ВЛКСМ.
В 1974—1977 — первый секретарь Горьковского обкома ВЛКСМ.
В 1977—1982 — первый секретарь Приокского райкома КПСС города Горького.
В 1982—1983 — первый секретарь Канавинского райкома КПСС города Горького.
В 1983—1986 — начальник политотдела, заместитель начальника управления МВД Горьковского облисполкома.
В 1986—1988 — первый секретарь Горьковского горкома КПСС.
В 1988—1992 — начальник Горьковского управления внутренних дел на транспорте.
Делегат XXV и XXVII съездов КПСС, XIX партконференции.
Умер в 2021 году в Нижнем Новгороде.

## Награды
- Орден Трудового Красного Знамени (1976)
- Орден Дружбы народов (02.04.1981)